# Плющ (заказник)
Плющ — ботанічний заказник місцевого значення. Об'єкт розташований на території Овруцького району Житомирської області, ДП «Словечанське ЛГ», Городецьке лісництво, кв. 8, вид. 15; кв. 13, вид.6.
Площа — 29 га, статус отриманий у 1991 році.